# Alain de Lille
Xilogravura de Alain de Lille no Wellcome Collection
Alain de Lille (também em latim: Alanus ab Insulis, Alanis ab Insulis, ou Alanus de Insulis) (Lille, c. 1128 – Cister, 1202/1203) foi um teólogo e poeta francês. Ele nasceu em Lille, em algum momento antes de 1128. Sua data exata de morte também permanece incerta, com a maioria das pesquisas apontando para um período entre 14 de abril de 1202 e 5 de abril de 1203. É conhecido por escrever várias obras baseadas nos ensinamentos das artes liberais, sendo que um de seus poemas mais famosos, De planctu Naturae (“Sobre a Lamentação da Natureza”), enfoca a conduta sexual entre os seres humanos. Embora Alain tenha sido amplamente conhecido durante sua vida, pouco se sabe sobre sua vida pessoal.
Como teólogo, Alain de Lille se opôs ao escolasticismo na segunda metade do século XII. Sua filosofia é caracterizada pelo racionalismo e pelo misticismo. Alain afirmou que a razão, guiada pela prudência, poderia descobrir a maioria das verdades sobre a ordem física sem ajuda; mas para entender a verdade religiosa e conhecer Deus, os sábios devem ser crentes.
Tradicionalmente, é considerado um beato da Igreja Católica. Foi autor de várias obras platônicas, doutrinárias e literárias, incluindo o Anticlaudianus, um tratado sobre moral, cuja forma lembra o panegírico de Claudiano contra Rufino, é agradavelmente versificado e relativamente puro em sua latinidade.

## Biografia
Embora ele seja lembrado entre os maiores teólogos do século XII, pouco se sabe sobre sua vida. Alain ingressou nas escolas não antes do final da década de 1140; primeiro frequentou a escola de Paris e depois a escola de Chartres, onde pode ter entrado, após o treinamento inicial, na scholae dictaminis nas margens do rio Loire. Estudou provavelmente com mestres como Pedro Abelardo, Gilberto de la Porrée e Teodorico de Chartres. Isso é conhecido por meio dos escritos de João de Salisbury, que se acredita ter sido um aluno contemporâneo de Alain de Lille.
Teve uma reputação muito difundida durante sua vida e seu conhecimento, mais variado do que profundo, fez com que fosse chamado de Doctor universalis. Os primeiros trabalhos de Alain foram provavelmente escritos na década de 1150 e possivelmente em Paris. Ele lecionou teologia na Universidade de Paris pelo menos até 1165, onde, segundo o testemunho de Henri de Gante, foi reitor da universidade.
Também participou do Concílio de Latrão em 1179, onde, segundo uma lenda, interveio na propaganda da Ordem contra os hereges. Na velhice, entrou para a Ordem Cisterciense e se retirou para a abadia de Cister. Embora os únicos relatos de suas palestras pareçam mostrar uma espécie de estilo e abordagem excêntricos, diz-se que era um bom amigo de muitos outros mestres da escola em Paris e lecionou lá, bem como por algum tempo no sul da França. Posteriormente, morou em Montpellier (às vezes chamado de Alanus de Montepessulano), viveu por um tempo fora dos muros de qualquer claustro e, finalmente, retirou-se para abadia de Cister, onde morreu em 1202.

## Doutrina
Como teólogo, Alain estava entre os oponentes do escolasticismo da segunda metade do século XII, com uma filosofia caracterizada pelo racionalismo e pelo misticismo, direcionada ao mundo terreno e ao outro mundo, respectivamente, conforme exemplificado pela obra cosmológica De planctu naturae.
Para Alain, a imaginação não pode desempenhar nenhum papel na construção do conhecimento (e, portanto, em relação a Deus). Essa é uma posição nos antípodas da maioria de seus contemporâneos (incluindo seu mestre Teodorico de Chartres) e que Alain compartilha com outro mestre, Gilberto de la Porrée.
Assim, Alain expressa o que pode ser chamado de “naturalismo cristão” do século XII, que ele compartilha com Bernardo Silvestre e a tradição da Escola de Chartres. Além disso, Alain é muito aberto às sugestões de textos herméticos e pseudo-herméticos, ao novo conhecimento científico disseminado pelas primeiras traduções de textos árabes e à teologia greco-bizantina confiada à sorte dos luminares da Capadócia.
Seu misticismo, no entanto, está longe de ser tão absoluto quanto o dos vitorinos, um grupo de filósofos e místicos sediados na escola monástica medieval da abadia agostiniana de São Vítor, em Paris. No Anticlaudianus, ele resume da seguinte forma: A razão, guiada pela prudência, pode descobrir sem ajuda a maioria das verdades da ordem física; para a apreensão das verdades religiosas, ela deve confiar na fé. Essa regra é completada em seu tratado, Ars catholicae fidei, da seguinte forma: A própria teologia pode ser demonstrada pela razão. Alain até se arrisca a aplicar imediatamente esse princípio e tenta demonstrar geometricamente os dogmas definidos no credo cristão. Essa tentativa ousada é inteiramente facciosa e verbal, e é somente o emprego de vários termos geralmente não usados em tal conexão (axioma, teorema, corolário, etc.) que dá ao seu tratado sua aparente originalidade.
A filosofia de Alain era uma espécie de mistura da lógica aristotélica e da filosofia neoplatônica. O platonismo parecia sobrepujar o aristotelismo em Alain, mas ele sentia fortemente que o divino é toda a inteligibilidade e defendia essa noção por meio de muita lógica aristotélica combinada com a matemática pitagórica.

### Fé e razão
Embora Alain separe ontologicamente a fé e a razão, a teologia é organizada por ele conforme o modelo da ciência matemática (Regulae de sacra theologia).
O mundo de Alain também é racionalmente organizado consoante os modelos da filosofia. Na Hierarchia, uma obra na qual a hierarquia universal é descrita, três dimensões são distinguidas (considerando que as relações de superior a inferior na ordem do ser se traduzem, para Alain, em termos de relações de um para múltiplo, de “mesmo” para “outro”):
- Supercelestial (Deus), a unidade suprema;
- Celestial (anjos), onde a primeira alteridade é encontrada, porque o anjo é o primeiro criado por Deus e o primeiro a ser tornado mutável. Essa alteridade é a primeira pluralidade;
- Subceleste (hierarquias da igreja), o mundo dos corpos em que estamos e o reino da pluralidade propriamente dita.

Aqui, a ciência da natureza é, em Alain, uma série de relações e correspondências entre as coisas, derivadas da filosofia neoplatônica, da tradição hermética e da alquimia; o homem, um microcosmo natural, tem dentro de si várias partes que correspondem a todas as partes do mundo: ele é composto de quatro humores, ar, água, fogo e terra, como os elementos naturais; o movimento de sua razão, semelhante ao que Platão argumenta no Timeu, corresponde ao movimento do céu do mesmo fixo, e o movimento de sua sensibilidade ao movimento planetário. Como em Platão, Alain identifica três faculdades: a prudência, colocada na cabeça, corresponde a Deus; a coragem, no coração, corresponde aos anjos; e a sensualidade, nos rins, ao próprio homem.
Antecipando uma posição moderna, Alain argumenta que a razão, guiada pela prudência, pode descobrir a maioria das verdades sobre a ordem física sem ajuda; mas para entender a verdade religiosa e conhecer Deus, os homens sábios devem acreditar na fé.
Quanto ao universo, Alain sustenta, segundo uma teoria compartilhada por outros neoplatonistas, que ele é infinito e, portanto, não tem um centro determinado: em certo sentido, o centro estaria em toda parte, dependendo do observador. Notam-se as semelhanças com as doutrinas de Nicolau de Cusa e até mesmo de Albert Einstein.

### Refutação de heresias e outras religiões
Alain também é autor de inúmeras obras de pregação (incluindo a bem-sucedida Ars Predicandi) e está comprometido com a luta contra as heresias e outras religiões monoteístas. Sua principal obra nesse sentido, De fide catholica contra haereticos, testemunha o momento em que, após séculos de conquistas ininterruptas, o cristianismo estava prestes a se encontrar mais uma vez na defensiva e, portanto, precisava garantir a solidez de suas posições. A partir da urgência de enfrentar o inimigo com maior chance de sucesso, nessa e em outras obras Alain chega a empreender uma revisão dos próprios métodos teológicos.

## Obras e atribuições
Uma das obras mais notáveis de Alain foi uma que ele modelou a partir da Consolação da Filosofia, de Boécio, à qual deu o título De planctu Naturae, ou Sobre a Lamentação da Natureza, e que provavelmente foi escrita no final da década de 1160. Nessa obra, Alain usa prosa e verso para ilustrar a maneira pela qual a natureza define sua própria posição como inferior à de Deus. Ele também tenta ilustrar a maneira pela qual a humanidade, por meio da perversão sexual e especificamente da homossexualidade, se contaminou com a natureza e com Deus. Em Anticlaudianus, outra de suas obras notáveis, Alain usa um diálogo poético para ilustrar a maneira pela qual a natureza chega à conclusão de seu fracasso em produzir o homem perfeito. Ela tem somente a capacidade de criar um corpo sem alma e, portanto, é “persuadida a empreender a jornada ao céu para pedir uma alma” e “as Sete Artes Liberais produzem uma carruagem para ela... os Cinco Sentidos são os cavalos”. O Anticlaudianus foi traduzido para o francês e o alemão no século seguinte e, por volta de 1280, foi reelaborado em uma antologia musical por Adam de la Bassée. Uma das obras mais populares e amplamente distribuídas de Alain é seu manual sobre pregação, Ars Praedicandi, ou A Arte da Pregação. Essa obra mostra como Alain via a educação teológica como uma etapa preliminar fundamental na pregação e se esforçou para dar aos clérigos um manuscrito para ser “usado como um manual prático” quando se tratava da formação de sermões e da arte da pregação.
Alain escreveu três livros-texto teológicos muito grandes, sendo um deles sua primeira obra, Summa Quoniam Homines. Outro de seus livros de teologia que se esforçou para ser mais minucioso em seu foco foi o De Fide Catholica, datado de algum lugar entre 1185 e 1200, em que Alain se propõe a refutar pontos de vista heréticos, especificamente os dos valdenses e cátaros. Em seu terceiro livro de teologia, Regulae Caelestis Iuris, ele apresenta um conjunto do que parecem ser regras teológicas; isso era típico dos seguidores de Gilberto de la Porrée, aos quais Alain poderia estar associado. Além desses livros-texto de teologia e das obras acima mencionadas, que misturam prosa e poesia, Alain de Lille teve várias outras obras sobre diversos assuntos, incluindo principalmente Teologia Especulativa, Teologia Moral Teórica, Teologia Moral Prática e várias coleções de poemas.
Alain de Lille tem sido frequentemente confundido com outras pessoas chamadas Alain, em particular com outro Alanus (Alain, bispo de Auxerre), Alan, abade de Tewkesbury, Alain de Podio, etc. Certos fatos de suas vidas foram atribuídos a ele, bem como algumas de suas obras: assim, a Vida de São Bernardo deve ser atribuída a Alain de Auxerre e o Comentário sobre Merlin a Alan de Tewkesbury. Alain de Lille não foi o autor de um Memoriale rerum difficilium, publicado sob seu nome, nem do Moralium dogma philosophorum, nem do satírico Apocalipse de Golias, outrora atribuído a ele; e é extremamente duvidoso que a Dicta Alani de lapide philosophico tenha realmente saído de sua pena. Por outro lado, agora parece praticamente demonstrado que Alain de Lille foi o autor da Ars catholicae fidei e do tratado Contra haereticos.
O Ars catholicae fidei, dedicado ao papa Clemente III, foi escrito com o propósito de refutar os fundamentos racionalistas dos maometanos, judeus e hereges; o Contra haereticos e o Theologicae Regulae, seguiram pelo mesmo caminho e o poema De Planctu Naturae e o Anticlaudianus. Algumas obras ainda inéditas como De virtutibus et Vitiis tinham uma conotação satírica e moralista consecutivamente.
Em seus sermões sobre os pecados capitais, Alain argumentou que a sodomia e o homicídio são os pecados mais graves, por provocarem a ira de Deus, o que levou à destruição de Sodoma e Gomorra. Sua principal obra sobre penitência, o Liber poenitenitalis dedicado a Henrique de Sully, Arcebispo de Burges, exerceu grande influência sobre os muitos manuais de penitência produzidos como resultado do Quarto Concílio de Latrão. A identificação de Alain dos pecados contra a natureza incluía: a bestialidade, a masturbação, o sexo oral e anal, o incesto, o adultério e o estupro. Além de sua batalha contra a decadência moral, Alain escreveu uma obra contra o islamismo, o judaísmo e os hereges cristãos dedicado a Guilherme VIII de Montpellier.

## Traduções
- Alan of Lille, A Concise Explanation of the Song of Songs in Praise of the Virgin Mary, trad. Denys Turner, in Denys Turner, Eros and Allegory: Medieval Exegesis of the Song of Songs, (Kalamazoo, MI: Cistercian Publications, 1995), 291–308
- The Plaint of Nature, tradução de James J Sheridan, (Toronto: Pontifical Institute of Mediaeval Studies, 1980)
- Anticlaudian: Prologue, Argument and Nine Books, editado por W. H. Cornog, (Filadélfia, 1935)